# Notomacer zimmermani
Notomacer zimmermani is een keversoort uit de familie bastaardsnuitkevers (Nemonychidae). De wetenschappelijke naam van de soort werd in 1994 gepubliceerd door Guillermo Kuschel.